# Atheta esmeraldae
Atheta esmeraldae är en skalbaggsart som beskrevs av Thomas Casey 1911. Atheta esmeraldae ingår i släktet Atheta och familjen kortvingar. Inga underarter finns listade i Catalogue of Life.